# Back Orifice
Back Orifice (oft abgekürzt BO) ist ein Fernwartungstool für Microsoft Windows.
Entwickelt wurde es von der 1984 gegründeten Hackergruppe Cult of the Dead Cow und ab 1998 verbreitet. Insbesondere weil es versteckt eingesetzt und sein Programmname beliebig gewählt werden kann, wird es häufig als illegales Hintertürprogramm angewendet. Es wird weder durch ein Symbol angezeigt, dass das Programm läuft, noch taucht es in der Taskleiste auf. Es gilt (nicht ganz treffend) auch als trojanisches Pferd. Sobald Back Orifice auf einem „aus der Ferne zu wartenden“ (oder angegriffenen) Rechner installiert ist, kann der „Fernwartungstechniker“ (oder Angreifer) diesen Rechner über das Internet oder das lokale Netzwerk unbemerkt unter seine Kontrolle bringen. Da das Programm seine Existenz und vor allem seine Ausführung nicht anzeigt, hat der Nutzer des ferngewarteten (ferngesteuerten) PCs keine Kenntnis des Zugriffs. Deshalb erkennen die meisten Antivirenprogramme Back Orifice auch als Malware.
Sein Name, der übersetzt etwa „hintere Körperöffnung“ bedeutet, ist eine Persiflage auf die mittlerweile nicht mehr unter dieser Bezeichnung angebotenen Produktlinie „Back Office“ des Anbieters Microsoft.
Mittels Back Orifice kann man auf einem entfernten Rechner:
- Dateien löschen, herauf- und herunterladen
- Programme ausführen
- Konfigurationen ändern
- Kontrolle über Maus und Tastatur übernehmen
- Tastenanschläge mitlesen
- Bildschirminhalt „fotografieren“ und weiterleiten
- Aktionen ausführen, wie beispielsweise Rechner neu starten, beliebige Dialogfenster einblenden, Kamera ein- oder ausschalten und CD-ROM-Laufwerk öffnen